# 회인내북로
회인내북로(Hoeinnaebuk-ro)는 충청북도 보은군 회인면 고석삼거리에서 내북면 한화삼거리를 잇는 도로이다.

## 주요 경유지
충청북도
- 보은군 (회인면 . 내북면)

## 노선
| 이름       | 접속 노선                | 소재지 | 소재지 | 비고 |
| ---------- | ------------------------ | ------ | ------ | ---- |
| 고석삼거리 | 국도 제25호선 (보청대로) | 보은군 | 회인면 |      |
| 오동교     |                          | 보은군 | 회인면 |      |
| 고석2교    |                          | 보은군 | 회인면 |      |
| 염둔교     |                          | 보은군 | 내북면 |      |
| 화전교     |                          | 보은군 | 내북면 |      |
| 한화삼거리 | 남부로                   | 보은군 | 내북면 |      |